# Benkendorf (Salzwedel)
Benkendorf ist eine Ortschaft und ein Ortsteil der Hansestadt Salzwedel im Altmarkkreis Salzwedel in Sachsen-Anhalt.

## Geographie

### Lage
Das altmärkische Dorf Benkendorf, ein nach Norden ausgebautes Sackgassendorf mit Kirche, liegt 10 Kilometer südöstlich von Salzwedel am Benkendorfer Vorfluter, der früher Fließgraben genannt wurde.

### Ortschaftsgliederung
Zur Ortschaft Benkendorf gehören die Ortsteile Benkendorf und Büssen.

## Geschichte

### Mittelalter bis Neuzeit
Im Jahre 1280 wurde ein Johannes Benkendorp in Salzwedel als Zeuge in einer Urkunde erwähnt. 1310 hieß es in einer Urkunde in domo Johannis de Benkendorp in Salzwedel.
Im Jahre 1336 wird Benkendorf erwähnt als in villa Bennekendorp, als Henning von Garthow seine Rechte über Einnahmen aus dem Dorf als Lehnsherr der Elendengilde in Salzwedel überlässt. Im Landbuch der Mark Brandenburg von 1375 wurde das Dorf als Benekendorp aufgeführt. Weitere Nennungen sind 1608 Bendikendorpff und 1687 Benneckendorff.

### Eingemeindungen
Ursprünglich gehörte das Dorf zum Arendseeischen Kreis der Mark Brandenburg in der Altmark. Zwischen 1807 und 1813 lag es im Kanton Groß Apenburg auf dem Territorium des napoleonischen Königreichs Westphalen. Ab 1816 gehörte die Gemeinde zum Kreis Salzwedel, dem späteren Landkreis Salzwedel.
Am 30. September 1928 wurde der Gutsbezirk Büssen mit der Landgemeinde Benkendorf vereinigt. So kam der Ortsteil Büssen zur Gemeinde. Am 25. Juli 1952 kam die Gemeinde Benkendorf zum Kreis Salzwedel.
Durch einen Gebietsänderungsvertrag beschloss der Gemeinderat der Gemeinde Benkendorf am 16. Juni 2008, dass die Gemeinde Benkendorf in die Hansestadt Salzwedel eingemeindet wird. Dieser Vertrag wurde vom Landkreis als unterer Kommunalaufsichtsbehörde genehmigt und trat am 1. Januar 2009 in Kraft.
Nach Eingemeindung der bisher selbstständigen Gemeinde Benkendorf wurden Benkendorf und Büssen Ortsteile der Hansestadt Salzwedel. Das Gebiet der eingemeindeten Gemeinde wurde als Ortschaft bezeichnet, eine Ortschaftsverfassung wurde nicht eingeführt.
Am 1. Januar 2024 wurde die Ortschaftsverfassung nach den §§ 86 ff. der Gemeindeordnung Sachsen-Anhalt eingeführt durch die Änderung der Hauptsatzung der Stadt Salzwedel. In der Ortschaft Benkendorf wurde im Juli 2024 erstmals ein Ortschaftsrat mit fünf Mitgliedern einschließlich Ortsbürgermeister gewählt.

### Einwohnerentwicklung

#### Gemeinde
| Jahr | Einwohner |
| ---- | --------- |
| 1734 | 085       |
| 1774 | 091       |
| 1789 | 085       |
| 1798 | 108       |
| 1801 | 110       |
| 1818 | 082       |
| 1840 | 111       |
| 1864 | 164       |
| 1871 | 162       |
| 1885 | 168       |
| 1892 | [00]175   |

| Jahr | Einwohner |
| ---- | --------- |
| 1895 | 179       |
| 1900 | [00]183   |
| 1905 | 165       |
| 1910 | [00]173   |
| 1925 | 342       |
| 1939 | 296       |
| 1946 | 476       |
| 1964 | 371       |
| 1971 | 366       |
| 1981 | 318       |
| 1993 | 253       |

#### Ortsteil
| Jahr | Einwohner |
| ---- | --------- |
| 2006 | 196       |
| 2007 | 183       |
| 2015 | [00]96    |
| 2020 | [00]90    |
| 2021 | [00]93    |
| 2022 | [00]91    |
| 2023 | [0]90     |

Quelle, wenn nicht angegeben, bis 2006:

## Religion
Die evangelische Kirchengemeinde Benkendorf gehörte früher zur Pfarrei Jeggeleben. Die evangelischen Benkendorfer gehören heute zum Pfarrbereich Apenburg im Kirchenkreis Salzwedel im Bischofssprengel Magdeburg der Evangelischen Kirche in Mitteldeutschland.

## Politik

### Ortsbürgermeisterin
Anne-Marie Schulze ist die erste Ortsbürgermeisterin der Ortschaft Benkendorf.
Der letzte Bürgermeister der Gemeinde war Jens Schulz.

### Ortschaftsrat
Bei der ersten Ortschaftsratswahl am 9. Juni 2024 errang die Wählergemeinschaft Benkendorf-Büssen alle 5 Sitze.
Es wurden vier Frauen und ein Mann gewählt. Von 145 Wahlberechtigten hatten 93 ihre Stimme abgegeben, die Wahlbeteiligung betrug damit 64,14 Prozent.

## Sehenswürdigkeiten

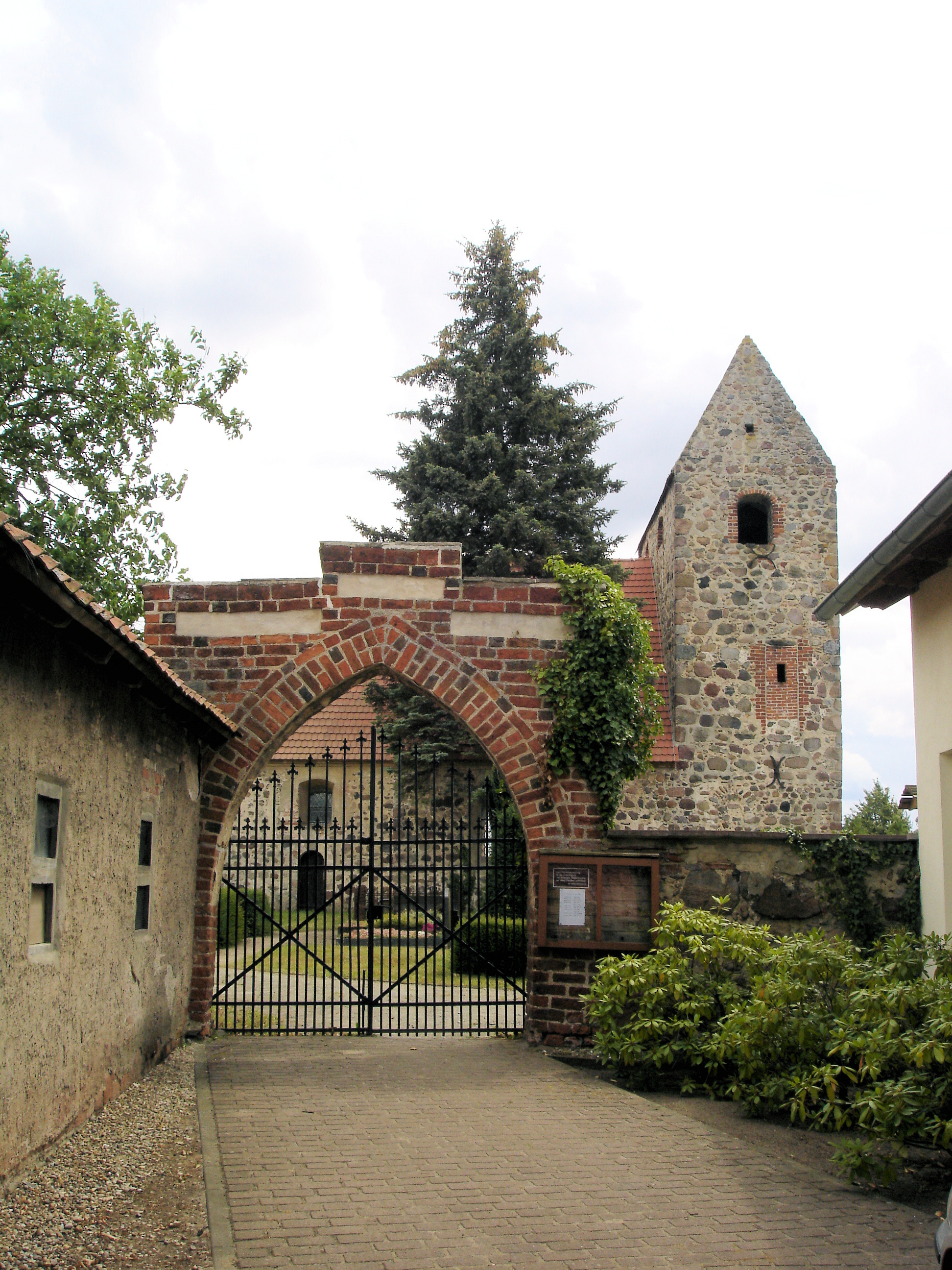
Friedhof in Benkendorf

- Die evangelische Dorfkirche Benkendorf ist ein im 13. Jahrhundert entstandener zweiteiliger Feldsteinbau aus Schiff und eingezogenem gerade geschlossenem Chor.[22]
- Der Ortsfriedhof ist auf dem Kirchhof.